# Uzaki-chan Wants to Hang Out!
Uzaki-chan Wants to Hang Out! (яп. 宇崎ちゃんは遊びたい！ Удзаки-тян ва асобитай, досл. «Удзаки-тян хочет поиграть!») — манга, созданная Take. Публикация её глав происходила через интернет-журнал Niconico Seiga с декабря 2017 года, издательство Fujimi Shobo взялось за её печать в июле 2020 года. Аниме-адаптация была создана студией ENGI и транслировалась с июля по сентябрь 2020 года. Второй сезон был анонсирован практически сразу после окончания телевизионного показа первого сезона, он был выпущен в 2022 году и транслировался с октября по декабрь.

## Сюжет
Хана Удзаки очень счастлива тому, что учится в одном колледже со своим бывшем сэмпаем по секции плавания в старшей школе Синъити Сакураем. Однако после года наблюдения за тем, как он просто бездельничает, Хана приходит к выводу, что Синъити превратился в одинокого человека. Она решает проводить с ним максимально возможное количество времени, полагая, что быть интровертом — это очень не круто и неприемлемо. Начав свой план по выведению Синъити из скучного и одинокого времяпрепровождения, Хана преследует его, как назойливый вредитель.

## Персонажи
Хана Удзаки (яп. 宇崎 花 Удзаки Хана)
Студентка второго курса колледжа, где учится Синъити. Несмотря на пышные формы, Хану иногда принимают за ученицу начальной школы из-за её небольшого роста. Она жизнерадостный, весёлый и общительный человек. Расстроена тем, что Синъити провел свободное время на своём втором курсе в одиночестве, и решает помочь ему выйти из такого одинокого образа жизни, сопровождая его везде, куда бы он ни пошел, что очень сильно раздражает и иногда смущает Синъити. Незаметно для Ханы у неё начинают развиваться чувства к нему. Вскоре устраивается работать в одно и то же кафе с Синъити, что его изрядно раздражает.
Сэйю: Наоми Одзора.
Синъити Сакураи (яп. 桜井 真一 Сакураи Синъити)
Студент третьего курса колледжа, на год и курс старше Ханы. Впервые её встретил, когда они оба были членами плавательной секции в старшей школе. Большинство девушек в колледже боятся подходить к нему из-за его пугающей внешности. Синъити часто раздражают выходки Ханы, особенно те, которые происходят за его счет, но он терпит их до тех пор, пока она развлекается во время своей студенческой жизни. Он работает неполный день в кафе неподалёку от колледжа и пользуется популярностью среди клиенток из-за своего спортивного телосложения и трудовой этики.
Сэйю: Кэндзи Акабанэ.

### Второстепенные персонажи
Ами Асай (яп. 亜細 亜実 Асай Ами)
Студентка четвёртого курса колледжа, где учатся Синъити и Хана. Также работает в кафе своего отца. Как и её отец, она наблюдает за Синъити и Ханой издалека, чтобы увидеть, будут ли их отношения развиваться дальше. Также имеет мышечный фетиш по отношению к Синъити с его первого рабочего дня в кафе.
Сэйю: Аяна Такэтацу.
Ицухито Сакаки (яп. 榊逸仁 Сакаки Ицухито)
Друг Синъити в колледже. Хорош в спорте и популярен среди девушек. Когда он узнаёт, что Синъити и Хана часто проводят время вместе, объединяется с Ами, чтобы помочь им перейти на следующий уровень.
Сэйю: Томоя Такаги.
Акихико Асай (яп. 亜細 亜紀彦 Асай Акихико)
Владелец кафе, в котором подрабатывает Синъити. Отец Ами. Зная, что Хана часто навещает Синъити, когда тот работает в кафе, он решает понаблюдать за ними обоими издалека вместе со своей дочерью, задаваясь вопросом, перейдут ли их отношения на следующий уровень.
Сэйю: Ёсукэ Акимото.
Цуки Удзаки (яп. 宇崎 月)
Мама Ханы. Она очень испугалась взгляда Синъити при их первой встрече. Ошибочно считает, что Синъити проявляет интерес к ней, не зная, что он только хотел погладить кошек Ханы.
Сэйю: Саори Хаями.

## Медиа

### Манга
Uzaki-chan Wants to Hang Out! была написана и проиллюстрирована Take (яп. 丈). Сериализация началась через сайт Niconico Seiga 1 декабря 2017 года. Полностью готовый первый том был опубликован 9 июля 2018 года. На 30 декабря 2020 года было опубликовано шесть томов. В Северной Америке лицензиатом данной манги стала компания Seven Seas Entertainment. Первый том на английском языке был опубликован 17 сентября 2019 года.

## Критика
Манга вошла в топ-20 интернет-манги 2018 года по версии Da Vinci в ходе Next Manga Award.